# Le Corsaire (Zeitung)
Le Corsaire. Journal des spectacles, de la littérature, des arts et des mondes war eine französische Tageszeitung, die in Paris erschien. Ihre erste Ausgabe wurde am 11. Februar 1823 veröffentlicht, ihre letzte Ausgabe erschien am 14. November 1858.
Zwischen 1844 und 1847 erschien sie in Fusion der Zeitung Satan (Chefredakteur: Jean-Pierre Borel d’Hauterive) und nannte sich in dieser Zeit Le Corsaire-Satan. Ab Mai 1830 wurde die Zeitung Le pandore ebenfalls in Le Corsaire integriert.

## Redakteure (Auswahl)
| - Théodore de Banville (1823–1891) - Charles Baudelaire (1821–1867) - Émile Cabanon († 1847) - Jules Champfleury (1821–1889) - Charles de Chennevières-Pointel (1820–1899) | - Marc Fournier (1818–1879) - Léon Gozlan (1803–1866) - Alphonse Karr (1808–1890) - Joseph Méry (1798–1866) - Louis Menard (1822–1901) | - Henri Murger (1822–1861) - Charles Nodier (1780–1844) - Jules Sandeau (1811–1883) - Jean Wallon (1821–1882) |